# SK Gaming
SK Gaming – niemiecka drużyna e-sportowa z siedzibą w Kolonii, w Niemczech. Składa się z sekcji rywalizujących w Rocket League, Clash Royal, Brawl Stars, NBA2k, FIFA, League of Legends. Posiadali również sekcje Vainglory, Quake III: Arena, Avalon Heroes, Xbox 360 Call of Duty czy Starcraft II. W League of Legends istnieją dwa zespoły: główna drużyna, biorąca udział w League of Legends European Championship (LEC), oraz akademia w niemieckiej PRM Pro Division. Organizacja została założona w 1997 roku jako Schroet Kommando przez czterech braci i trzech wspólników, graczy Quake mieszkających w Oberhausen. 

## League of Legends

### SK Gaming
16 września 2010 roku organizacja przejęła skład I WEAR CAPE IRL tj. Shawn „Osaft22” Bourquin, Benjamin „SleazyWeazy” Hiller, Johannes  „Severus” Luder, Wai Noch „Reyk” Shum oraz Christian „Zylor” Dietze. Ten skład zajął drugie miejsce na World Cyber Games 2010.  Przez najbliższe miesiące skład zmieniał się kilkukrotnie, największa miała miejsce w czerwcu 2011, kiedy większość składu została wymieniona. Do drużyny dołączyli Mike „WickD” Petersen, Tim „WetDreaM” Buysse, Carlos Rodríguez „ocelote” Santiago, Adrian „CandyPanda” Wübbelmann oraz Patrick „Nyph” Funke. Skład zajął 5-6 miejsce na IEM Season VI w Kolonii. Następnie zajęli trzecie w Guangzhu oraz drugie miejsce w Nowym Jorku. Na Mistrzostwach Świata sezonu VI IEM w Hanowerze zajęli 5-6 miejsce W ciągu kolejnych miesięcy gracze zamieniali się pozycjami, a także sami byli wymieniani m.in. do drużyny dołączył Kevin „Kev1n” Rubiszewski. Tuż przed regionalnymi finałami rozgrywek do drużyny dołączyli Bora „YellOwStaR” Kim oraz Alvar „Araneae” Martín Aleñar. W turnieju zajęli drugie miejsce, gwarantujące udział na Mistrzostwach Świata Sezonu 2. Tam zajęli czwarte miejsce w grupie A, z wynikiem 0-3, zajmując miejsce 11-12 w klasyfikacji generalnej. Po mistrzostwach do drużyny powrócił CandyPanda, a miejsce leśnika zajął John „hyrqBot” Velly.
W przerwie między sezonami, zespół wziął udział w rozgrywkach IEM Sezonu VII w Katowicach, gdzie zajął 5-6 miejsce. Podczas meczu przeciwko Fnatic doszło do pamiętnego wydarzenia - przeciwny środkowy Enrique „xPeke” Cedeño Martínez, wykorzystując nieuwagę graczy SK Gaming wygrał mecz poprzez samodzielne zniszczenie bazy przeciwnej nazywane „backdoorem”.
Dzięki wysokiemu miejscu w finałach regionalnych drugiego sezonu, SK Gaming zostało zaproszone do nowo utworzonej ligi regionalnej European League Championship Series (EU LCS). W wiosennych rozgrywkach zajęli trzecie miejsce w sezonie regularnym oraz czwarte w fazie pucharowej. Podczas IEM w Hanowerze zajęli 10 miejsce. W sezonie letnim zajęli siódme miejsce i zostali zmuszeni do walki o utrzymanie miejsca. We wrześniu Kev1n oraz hyrqBot opuścili SK Gaming, a ich miejsce zajęli Simon „fredy122” Payne oraz Dennis „Svenskeren” Johnsen. Dodatkowo w listopadzie pozycję ocelote'a zajął Jesse „Jesiz” Le, a w styczniu Nyph'a zastąpił Christoph „nRated” Seitz.
W wiosennym sezonie 2014 drużyna zajęła pierwsze miejsce w sezonie regularnym oraz drugie w fazie pucharowej, przegrywając z Fnatic. W letnim sezonie zajęli czwarte miejsce w sezonie oraz trzecie miejsce w fazie pucharowej, gwarantując sobie miejsce na Mistrzostwach Świata 2014. Zajęli trzecie miejsce w grupie B, odpadając z turnieju w którym zajęli miejsce 9-11.
Na sezon 2015 zaplanowano zmiany w składzie, Jesiza zamienił Hampus „Fox” Myhre, a CandyPandę Konstantinos-Napoleon „FORG1VENGRE” Tzortziou. Zajęli pierwsze miejsce w sezonie regularnym z wynikiem 15-3, przegrywając jednak w półfinale 2-3 z Unicorns of Love, a następnie mecz o trzecie miejsce z H2k-Gaming. Zajęli ostatecznie czwarte miejsce. Drużyna została także zaproszona na IEM Sezonu IX w Katowicach, gdzie zajęła 5-6 miejsce. Na sezon letni do drużyny powrócił CandyPanda, niestety drużyna zajęła 9 miejsce i ponownie groziła jej relegacja. Drużyna przegrała walkę o miejsce w EU LCS z Gamers2.
W wiosennym sezonie EU Challenger Series 2016 SK Gaming w nowym składzie zajęli piąte miejsce, tym samym trafiając do kolejnej relegacji, przegrywając z Team Forge. Na przełomie 2017-2018 roku drużyna SK Gaming często zmieniała zawodników oraz brała udział w turniejach Premier Tour oraz ESLM.
W listopadzie 2018 roku, dzięki wsparciu sponsorów m.in. Razer, Mountain Dew oraz Deutsche Telekom, drużyna zdobyła środki, aby dołączyć do franczyzowego programu nowej ligi LoL European Championship (LEC).  W grudniu ogłoszono skład: Jorge „Werlyb” Casanovas, Oskar „Selfmade” Boderek, Choi „Pirean” Jun-sik, Juš „Crownshot” Marušič oraz Han „Dreams” Min-kook. W sezonie wiosennym 2019 zajęli szóste miejsce z wynikiem 9-9, kwalifikując się do fazy pucharowej, gdzie przegrali 1-3 w pierwszej rundzie ze Splyce. W sezonie letnim pozycję na górze zajął Toni „Sacre” Sabalić, a na środku Janik „Jenax” Bartels. Zajęli siódme miejsce z wynikiem 7-12.
W sezonie wiosennym 2020 do drużyny w miejsce Sacre, Selfmade oraz Crownshota dołączyli Simon „Ventair” Tschammer, Kim „Trick” Gang-yun oraz Dino „LIMIT” Tot. Zajęli dziewiąte miejsce z wynikiem 4-14. Na sezon letni Jenax został przesunięty na górną aleję, a jego miejsce zajął Dirk „ZaZee” Mallner. Do składu powrócił Crownshot, natomiast Jesiz został trenerem SK Gaming. W letnim sezonie regularnym zajęli czwarte miejsce, a w fazie pucharowej przegrali pierwszy mecz 0-3 z Schalke 04 w dolnej drabince. W okresie transferowym, większość składu została wymieniona wokół Jenaxa - na pozycji leśnika Kristian „TynX” Hansen, na środku Ersin „Blue” Gören, na pozycji strzelca Jean „Jezu” Massol oraz wspierający Erik „Treatz” Wessén.
W sezonie wiosennym 2021 drużyna zajęła szóste miejsce w sezonie regularnym z wynikiem 8-10, w fazie pucharowej również szóste miejsce. W przerwie między sezonami, dokonano kolejnych zmian w składzie - Treatz z pozycji wspierającego został leśnikiem, Jesiz z pozycji trenera został wspierającym, w wyniku problemów zdrowotnych Blue został zastąpiony Mihailem „twohoyrz” Petkovem z akademii na pierwszy tydzień rozgrywek. W trzecim tygodniu do drużyny dołączył Philipp „Lilipp” Englert z akademii w miejsce Jesiza, który wrócił na pozycję głównego trenera. Zmiany w drużynie polepszyły tylko statystyki SK Gaming, ostatecznie jednak zajęli dziewiąte miejsce w sezonie regularnym.  
Wiosenny sezon 2022, drużyna SK Gaming rozpoczęła w składzie: Janik „Jenax” Bartels, Erberk „Gillius” Demir, Daniel „Sertuss” Gamani, Jean „Jezu” Massol oraz Erik „Treatz” Wessén. W sezonie regularnym drużyna zajęła ósme miejsce z wynikiem 7-11. W trzecim tygodniu sezonu letniego przez problemy zdrowotne Jezu, został zastąpiony przez strzelca akademii Ilyę „Gadget” Makavchuka. W letnim sezonie, drużyna powtórzyła wynik z wiosny - ósme miejsce, z wynikiem 7-11.  
W sezonie zimowym 2023 drużyna została zbudowana dookoła Sertussa: na górną aleję został sprowadzony Joel Miro „Irrelevant” Scharoll z rozwiązanego Misfits Gaming, leśnik Mark „Markoon” van Woensel z EXCEL oraz Thomas „Exakick” Foucou i Mads „Doss” Schwartz z francuskiego LDLC OL. Po bardzo dobrym rozpoczęciu cyklu tj. awansie do fazy pucharowej sezonu zimowego, drużyna zaczęła osiągać przeciętne wyniki. Siódme miejsce w wiosennej i szóste w letniej fazie grupowej pozwoliły drużynie na awans do finałów sezonu 2023. Odpadli w nich w pierwszej rundzie po porażce 0-3 przeciwko Team BDS.  
W okresie transferowym do drużyny na rok 2024 dołączyli: doświadczony środkowy Yasin „Nisqy” Dinçer oraz leśnik Ismail „ISMA” Boualem z zwycięskiego składu Movistar Riders na letniej edycji EMEA Masters 2023. Mimo dobrych sezonów regularnych, to w fazach pucharowych zajęli odpowiednio: piąte miejsce w sezonie zimowym i siódme w wiosennym. W związku z niezadowalającymi wynikami, organizacja zdecydowała się na transfer koreańskich zawodników na dolną aleję. W miejsce Exakicka i Dossa zostali zatrudnieni: Cho „Rahel” Min-seong oraz Lee „Luon” Hyun-ho (wcześniej „HH”). Sezon letni zakończyli na piątej pozycji oraz zakwalifikowali się do finałów sezonu, w którym zajęli również piąte miejsce, po przegranej z Team BDS.  
Skład SK Gaming:  
- Joel Miro „Irrelevant” Scharoll
- Ismail „ISMA” Boualem
- Yasin „Nisqy” Dinçer
- Cho „Rahel” Min-seong
- Lee „Luon” Hyun-ho

### SK Gaming Prime
Skład SK Gaming Prime
- Iwan „Venour” Skorikov
- Jochem „Rabble” van Graafeiland
- Dimitri „Diplex” Ponomarev
- Matúš „Neon” Jakubčík
- Mads „Doss” Schwartz

### Wyniki
- SK Gaming
  - Krajowe
    - 2 miejsce - Premier Tour 2018/2019 Winter Vienna
    - 2 miejsce - Premier Tour 2018/2019 Winter Bern
    - 5-8 miejsce - Premier Tour 2018 Summer Berlin
    - 5-8 miejsce - Premier Tour 2018 Summer Hamburg

  - Europejskie
    - 2 miejsce - EU LCS 2014 Spring Playoffs
    - 3 miejsce - EU LCS 2014 Summer Playoffs
    - 4 miejsce - EU LCS 2015 Spring Playoffs, EU LCS 2013 Spring Playoffs, LEC 2023 Winter Playoffs
    - 5 miejsce - LEC 2024 Winter Playoffs, LEC 2024 Summer Playoffs, LEC 2024 Region Finals
    - 5-6 miejsce - LEC 2019 Spring Playoffs
    - 6 miejsce - LEC 2020 Summer Playoffs, LEC 2021 Spring Playoffs, LEC 2023 Summer Groups, LEC 2023 Season Finals
    - 7 miejsce - LEC 2023 Spring Groups, LEC 2024 Spring Playoffs
    - 8 miejsce - LEC 2022 Spring, LEC 2022 Summer
    - 3-4 miejsce - ESLM 2018 Winter Playoffs

  - Międzynarodowe
    - 1 miejsce - DreamHack Winter 2013
    - 5-6 miejsce - IEM Season 9 World Championship
    - 9-10 miejsce - IEM Season 7 World Championship
    - 9-11 miejsce - Mistrzostwa Świata 2014
    - 11-12 miejsce - Mistrzostwa Świata Sezonu 2
- SK Gaming Prime
  - Krajowe
    - 1 miejsce - PRM 1st Division 2023 Summer Playoffs
    - 2 miejsce - PRM 1st Division 2023 Spring Playoffs
    - 3 miejsce - PRM 1st Division 2022 Summer Playoffs
    - 4 miejsce - PRM Pro Pivision 2021 Winter Playoffs
    - 6 miejsce - PRM Pro Division 2021 Spring Playoffs
    - 5-8 miejsce - Premier Tour 2019 Winter Cup

  - Europejskie
    - 2 miejsce -  European Masters 2019 Spring Main Event
    - 2 miejsce - ESLM 2019 Spring Playoffs
    - 3-4 miejsce - EMEA Masters 2023 Spring Main Event
    - 5-8 miejsce - EMEA Masters 2023 Summer Main Event, EMEA Masters 2024 Spring Event
    - 9-16 miejsce - EMEA Masters 2024 Summer Event

## FIFA
- Mirza "Mirza" Jahic

## Rocket League
- Maurice "Yukeo" Weihs
- Damian "Tox" Schaefer
- Dylan "eekso" Pickering
- Nicolai "Snaski" Andersen

## Clash Royal
- Justus "Flobby" von Eitzen
- Morten "Morten" Mehmert
- Samuel "xopxsam Klotz
- Lucas "BigSpin" Nägeler

## Brawl Stars
- Pedro "PedroGuijarro" Guijarro
- Bekri "Symantec" Tahiri
- Jeton "Jeton" Dervisi
- Guille "GuilleVGX" Vidal Gonzalez

## NBA2k
- Dominik "AcidShadow" Widhalm
- Nikola "DarthVadeer" Lukic
- Aatu "xpabax" Eskola
- Mag "TheGjoGjo" Sharifi
- Albert "Champ" Hansen
- Kieren "Kiestel" Steel

## FIFA
- Michael "Phenomeno" Gherman
- Tim "TheStrxngeR" Katnawatos
- Marie Luise "Dilexit" Recla
- Niklas "NiklasNeo" Noerenberg

Skład drużyn